# Bromelia villosa
Espèce
Bromelia villosa est une espèce de plantes tropicales de la famille des Bromeliaceae, présente en Bolivie et au Brésil.

## Distribution
L'espèce est présente de l'est de la Bolivie au centre du Brésil.

## Description
L'espèce est hémicryptophyte.